# Mikko Lehtonen (ishockeyspelare född 1987)
Mikko Kristian Lehtonen, född 1 april 1987 i Esbo, är en finländsk ishockeyspelare. Lehtonen spelar som forward för Oulun Kärpät i SM-liiga. Lehtonen deltog för finska landslaget i U18-VM 2005 och U20-VM 2006 och 2007.

## Karriär
Han blev draftad av Boston Bruins i 2005 års NHL Entry Draft och skrev på kontraktet med Bruins 2007.
2010/2011 gjorde han 58 poäng på 55 matcher i Skellefteå AIK och tilldelades efter säsongen Håkan Loob Trophy som elitseriens bästa målskytt. Efter sin succéartade säsong skrev Lehtonen på ett kontrakt med KHL-klubben Severstal Cherepovets inför säsongen 2011/2012. Där uteblev dock framgångarna och Lehtonen har de senaste säsongerna spelat i flera olika Schweiziska klubbar. Inför säsongen 2014/2015 skrev Lehtonen återigen ett kontrakt med Skellefteå AIK i svenska SHL. Under säsongen värvades Lehtonen av Örebro Hockey där han även började säsongen 2015/2016. Även under denna säsong lämnade Lehtonen för en ny klubb, denna gång Djurgården Hockey som hyr honom under slutet av säsongen 2015/2016.